# Pergularia viridiflora
Pergularia viridiflora là một loài thực vật có hoa trong họ La bố ma. Loài này được (R. Br.) Spreng. mô tả khoa học đầu tiên năm 1824.